# Toulouse Football Club 2024-2025
Questa voce raccoglie le informazioni riguardanti il Toulouse Football Club nelle competizioni ufficiali della stagione 2024-2025.

## Stagione
La stagione 2024-2025 è stata la cinquantacinquesima nella storia del club e la sua trentaquattresima nella massima divisione. Essa ha visto il Tolosa partecipare alla Ligue 1, la terza stagione dalla sua retrocessione avvenuta nella stagione 2019-2020, e alla Coppa di Francia in ambito nazionale.

## Divise e sponsor
| Casa | Trasferta |

## Rosa
Rosa aggiornata al 21 aprile 2025. 
 In corsivo i calciatori ceduti durante la stagione
| N. |                        | Ruolo | Calciatore        |
| -- | ---------------------- | ----- | ----------------- |
| 2  | Danimarca (bandiera)   | D     | Rasmus Nicolaisen |
| 3  | Stati Uniti (bandiera) | D     | Mark McKenzie     |
| 4  | Inghilterra (bandiera) | C     | Charlie Cresswell |
| 5  | Francia (bandiera)     | C     | Denis Genreau     |
| 6  | Capo Verde (bandiera)  | C     | Logan Costa       |
| 6  | Romania (bandiera)     | D     | Ümit Akdağ        |
| 7  | Marocco (bandiera)     | C     | Zakaria Aboukhlal |
| 8  | Svizzera (bandiera)    | C     | Vincent Sierro    |
| 9  | Camerun (bandiera)     | A     | Frank Magri       |
| 10 | Francia (bandiera)     | A     | Yann Gboho        |
| 11 | Francia (bandiera)     | C     | Mathis Saka       |
| 12 | Norvegia (bandiera)    | D     | Warren Kamanzi    |
| 13 | Norvegia (bandiera)    | D     | Joshua King       |
| 15 | Norvegia (bandiera)    | C     | Aron Dønnum       |
| 16 | Norvegia (bandiera)    | P     | Kjetil Haug       |

| N. |                      | Ruolo | Calciatore            |
| -- | -------------------- | ----- | --------------------- |
| 17 | Cile (bandiera)      | D     | Gabriel Suazo         |
| 19 | Francia (bandiera)   | D     | Djibril Sidibé        |
| 20 | Germania (bandiera)  | C     | Niklas Schmidt        |
| 21 | Slovenia (bandiera)  | C     | Miha Zajc             |
| 22 | Finlandia (bandiera) | C     | Naatan Skyttä         |
| 22 | Algeria (bandiera)   | C     | Rafik Messali         |
| 23 | Venezuela (bandiera) | C     | Cristian Cásseres Jr. |
| 26 | Francia (bandiera)   | D     | Ylies Aradj           |
| 29 | Algeria (bandiera)   | D     | Jaydee Canvot         |
| 30 | Spagna (bandiera)    | P     | Álex Domínguez        |
| 31 | Francia (bandiera)   | A     | Noah Edjouma          |
| 40 | Francia (bandiera)   | P     | Justin Lacombe        |
| 50 | Francia (bandiera)   | P     | Guillaume Restes      |
| 80 | Gabon (bandiera)     | A     | Shavy Babicka         |

## Calciomercato

### Sessione estiva(dal 1º/7 al 1º/9)
| Acquisti         | Acquisti         | Acquisti         | Acquisti         |
| R.               | Nome             | da               | Modalità         |
| Altre operazioni | Altre operazioni | Altre operazioni | Altre operazioni |
| R.               | Nome             | da               | Modalità         |
| ---------------- | ---------------- | ---------------- | ---------------- |

| Cessioni         | Cessioni         | Cessioni         | Cessioni         |
| R.               | Nome             | a                | Modalità         |
| Altre operazioni | Altre operazioni | Altre operazioni | Altre operazioni |
| R.               | Nome             | da               | Modalità         |
| ---------------- | ---------------- | ---------------- | ---------------- |

### Sessione invernale
| Acquisti         | Acquisti         | Acquisti         | Acquisti         |
| R.               | Nome             | da               | Modalità         |
| Altre operazioni | Altre operazioni | Altre operazioni | Altre operazioni |
| R.               | Nome             | da               | Modalità         |
| ---------------- | ---------------- | ---------------- | ---------------- |

| Cessioni         | Cessioni         | Cessioni         | Cessioni         |
| R.               | Nome             | a                | Modalità         |
| Altre operazioni | Altre operazioni | Altre operazioni | Altre operazioni |
| R.               | Nome             | da               | Modalità         |
| ---------------- | ---------------- | ---------------- | ---------------- |

## Risultati

### Ligue 1

#### Girone di andata
| Tolosa 18 agosto 2024, ore 17:00 CEST 1ª giornata | Tolosa | 0 – 0 referto | Nantes | Stadium (25 491 spett.)\| Arbitro: \| Stinat \| |
| Arbitro:                                          | Stinat |               |        |                                                 |

| Arbitro: | Dechepy |

|            |           |             |
| Clauss 53’ | Marcatori | 73’ Babicka |

| Arbitro: | Frappart |

|             |           |                                         |
| Babicka 90’ | Marcatori | 16’, 17’ Greenwood 52’ (aut.) Cresswell |

| Arbitro: | Wattellier |

|                       |           |  |
| Babicka 70’ Gboho 86’ | Marcatori |  |

| Arbitro: | Batta |

|                        |           |  |
| Baldé 21’ Faivre 90+1’ | Marcatori |  |

| Arbitro: | Angoula |

|           |           |                                    |
| Gboho 14’ | Marcatori | 28’ (aut.) Nicolaisen 90+5’ Fofana |

| Arbitro: | Turpin |

|                            |           |               |
| Angel Gomes 57’ Bakker 72’ | Marcatori | 39’ Aboukhlal |

| Arbitro: | Delajod |

|          |           |          |
| King 64’ | Marcatori | 5’ Niane |

| Arbitro: | Léonard |

|  |           |                           |
|  | Marcatori | 5’, 8’ Aboukhlal 27’ KIng |

| Arbitro: | Vernice |

|               |           |  |
| Aboukhlal 84’ | Marcatori |  |

| Arbitro: | Lissorgue |

|  |           |                     |
|  | Marcatori | 14’ King 23’ Dønnum |

| Arbitro: | Angoula |

|                                          |           |  |
| João Neves 35’ Beraldo 84’ Vitinha 90+1’ | Marcatori |  |

| Arbitro: | El Hadj |

|                            |           |  |
| King 32’ Sierro 39’ (rig.) | Marcatori |  |

| Arbitro: | Frappart |

|                      |           |  |
| Singo 50’ Embolo 82’ | Marcatori |  |

| Arbitro: | Léonard |

|                           |           |             |
| Babicka 55’ Aboukhlal 85’ | Marcatori | 53’ Stassin |

| Arbitro: | El Hadj |

|  |           |                      |
|  | Marcatori | 73’ (rig.) Aboukhlal |

| Arbitro: | Bastien |

|              |           |                 |
| Doukouré 35’ | Marcatori | 14’, 26’ Emegha |

#### Girone di ritorno
| Décines-Charpieu 18 gennaio 2025, ore 21:00 CET 18ª giornata | Olympique Lione | 0 – 0 referto | Tolosa | Parc Olympique Lyonnais (42 750 spett.)\| Arbitro: \| Millot \| |
| Arbitro:                                                     | Millot          |               |        |                                                                 |

| Arbitro: | Turpin |

|                  |           |                       |
| Cásseres Jr. 59’ | Marcatori | 62’ Sagnan 83’ Maamma |

| Arbitro: | Léonard |

|              |           |                    |
| McKenzie 85’ | Marcatori | 18’ (rig.) Laborde |

| Arbitro: | Brisard |

|                         |           |                           |
| Jubal 62’ H. Traorè 73’ | Marcatori | 68’ Cresswell 89’ Edjouma |

| Arbitro: | Delajod |

|  |           |            |
|  | Marcatori | 52’ Fabián |

| Arbitro: | Letexier |

|             |           |                                              |
| Soumaré 51’ | Marcatori | 9’ Aboukhlal 56’ Sierro 63’ Dønnum 78’ Magri |

| Arbitro: | Stinat |

|  |           |                                                  |
|  | Marcatori | 51’ Magri 57’ Sierro 71’ Cresswell 90+4’ Edjouma |

| Arbitro: | Bollengier |

|             |           |              |
| Magri 90+1’ | Marcatori | 17’ Minamino |

| Arbitro: | Batta |

|                                  |           |          |
| Lemaréchal 47’ Andrey Santos 64’ | Marcatori | 3’ Magri |

| Arbitro: | El Hadj |

|                     |           |                                                             |
| Sierro 65’ King 78’ | Marcatori | 22’ Bourgault 26’ Pereira Lage 62’ K. Doumbia 90’ M. Camara |

| Arbitro: | Pignard |

|                                           |           |                      |
| Suazo 21’ (aut.) Greenwood 57’ Rabiot 64’ | Marcatori | 28’ Magri 76’ Sierro |

| Arbitro: | Brisard |

|               |           |                                  |
| Cresswell 42’ | Marcatori | 21’ Fernandez-Pardo 45+4’ Bakker |

| Arbitro: | Bollengier |

|                |           |  |
| Siebatcheu 39’ | Marcatori |  |

| Nantes 27 aprile 2025, ore 17:15 CEST 31ª giornata | Nantes | 0 – 0 referto | Tolosa | Stadio della Beaujoire (31 618 spett.)\| Arbitro: \| Batta \| |
| Arbitro:                                           | Batta  |               |        |                                                               |

| Arbitro: | Millot |

|                      |           |                |
| Gboho 28’ Dønnum 82’ | Marcatori | 65’ Kalimuendo |

| Arbitro: | Dechepy |

|           |           |                |
| Gboho 47’ | Marcatori | 61’ El Aynaoui |

| Arbitro: | Léonard |

|                             |           |                                |
| Tardieu 38’ Batubinsika 63’ | Marcatori | 10’ Kamanzi 15’ King 58’ Gboho |

### Coppa di Francia
| Arbitro: | Lesage |

|                                      |                      |                                  |
| Dallois Bouguerra Jeanpierre Cabaton | Tiri di rigore 2 – 4 | Magri G. Suazo Zajc Gboho Dønnum |

| Arbitro: | Vernice |

|                           |           |              |
| Genreau 19’ Cresswell 24’ | Marcatori | 85’ Adilehou |

| Arbitro: | Bollengier |

|  |           |                      |
|  | Marcatori | 52’ Sidibé 89’ Ahile |

## Statistiche finali

### Statistiche di squadra
| Competizione     | Punti | In casa | In casa | In casa | In casa | In casa | In casa | In trasferta | In trasferta | In trasferta | In trasferta | In trasferta | In trasferta | Totale | Totale | Totale | Totale | Totale | Totale | DR |
| Competizione     | Punti | G       | V       | N       | P       | Gf      | Gs      | G            | V            | N            | P            | Gf           | Gs           | G      | V      | N      | P      | Gf     | Gs     | DR |
| ---------------- | ----- | ------- | ------- | ------- | ------- | ------- | ------- | ------------ | ------------ | ------------ | ------------ | ------------ | ------------ | ------ | ------ | ------ | ------ | ------ | ------ | -- |
| Ligue 1          | 42    | 17      | 5       | 5       | 7       | 20      | 22      | 17           | 6            | 4            | 7            | 24           | 21           | 34     | 11     | 9      | 14     | 45     | 43     | +2 |
| Coppa di Francia | -     | 2       | 5       | 0       | 1       | 2       | 3       | 1            | 0            | 1            | 0            | 0            | 0            | 3      | 1      | 1      | 1      | 2      | 3      | -1 |
| Totale           | -     | 19      | 10      | 5       | 8       | 22      | 25      | 18           | 6            | 5            | 7            | 24           | 21           | 37     | 12     | 10     | 15     | 47     | 46     | +1 |

### Andamento in campionato
| Giornata  | 1  | 2  | 3  | 4  | 5  | 6  | 7  | 8  | 9  | 10 | 11 | 12 | 13 | 14 | 15 | 16 | 17 | 18 | 19 | 20 | 21 | 22 | 23 | 24 | 25 | 26 | 27 | 28 | 29 | 30 | 31 | 32 | 33 | 34 |
| --------- | -- | -- | -- | -- | -- | -- | -- | -- | -- | -- | -- | -- | -- | -- | -- | -- | -- | -- | -- | -- | -- | -- | -- | -- | -- | -- | -- | -- | -- | -- | -- | -- | -- | -- |
| Luogo     | C  | T  | C  | C  | T  | C  | T  | C  | T  | C  | T  | T  | C  | T  | C  | T  | C  | T  | C  | C  | T  | C  | T  | T  | C  | T  | C  | T  | C  | T  | T  | C  | C  | T  |
| Risultato | N  | N  | P  | V  | P  | P  | P  | N  | V  | V  | V  | P  | V  | P  | V  | V  | P  | N  | P  | N  | N  | P  | V  | V  | N  | P  | P  | P  | P  | P  | N  | V  | N  | V  |
| Posizione | 10 | 11 | 15 | 11 | 13 | 15 | 16 | 15 | 14 | 12 | 10 | 10 | 10 | 10 | 8  | 8  | 8  | 8  | 10 | 10 | 10 | 10 | 10 | 8  | 10 | 10 | 11 | 11 | 12 | 12 | 12 | 12 | 12 | 10 |

Legenda:

Luogo: C = Casa; T = Trasferta. Risultato: V = Vittoria; N = Pareggio; P = Sconfitta.
|}